# Турсынбай, Думан Ерланулы
Думан Ерланулы Турсынбай (каз. Думан Ерланұлы Тұрсынбай; род. 22 марта 1998, Майтобе, Жамбылская область) — казахстанский футболист, полузащитник клуба «Арыс».

## Клубная карьера
Футбольную карьеру начинал в 2016 году в составе клуба «Тараз М» во второй лиге. 24 октября 2022 года в матче против клуба «Каспий» дебютировал в казахстанской Премьер-лиге (1:1).

## Достижения
«Тараз»
- Серебряный призёр Первой лиги Казахстана: 2018

## Клубная статистика
| Игровая карьера | Игровая карьера   | Игровая карьера | Лига | Лига | Кубок | Кубок | Межд. | Межд. | Др. | Др. |
| --------------- | ----------------- | --------------- | ---- | ---- | ----- | ----- | ----- | ----- | --- | --- |
| 2018            | Тараз             | Б               | 27   | 5    | 3     | 1     | —     | —     | —   | —   |
| 2019            | Алтай             | Б               | 16   | 1    | 4     | 3     | —     | —     | —   | —   |
| 2020            | Академия Онтустик | Б               | 11   | 0    | —     | —     | —     | —     | —   | —   |
| 2021            | Тараз-Каратау     | Б               | 15   | 10   | —     | —     | —     | —     | —   | —   |
| 2022            | Тараз             | А               | 1    | 0    | 1     | 0     | —     | —     | —   | —   |
| 2022            | Тараз-Каратау     | Б               | 15   | 8    | —     | —     | —     | —     | —   | —   |